# Eulychnia iquiquensis
Eulychnia iquiquensis är en kaktusväxtart som först beskrevs av Karl Moritz Schumann, och fick sitt nu gällande namn av Nathaniel Lord Britton och Joseph Nelson Rose. Eulychnia iquiquensis ingår i släktet Eulychnia och familjen kaktusväxter.

## Underarter
Arten delas in i följande underarter:
- E. i. iquiquensis
- E. i. ritteri

## Bildgalleri

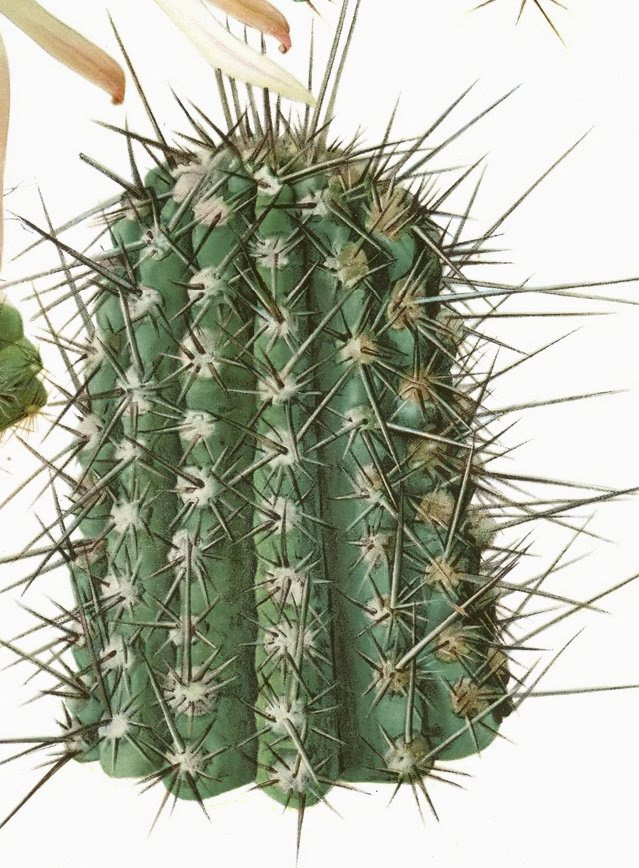
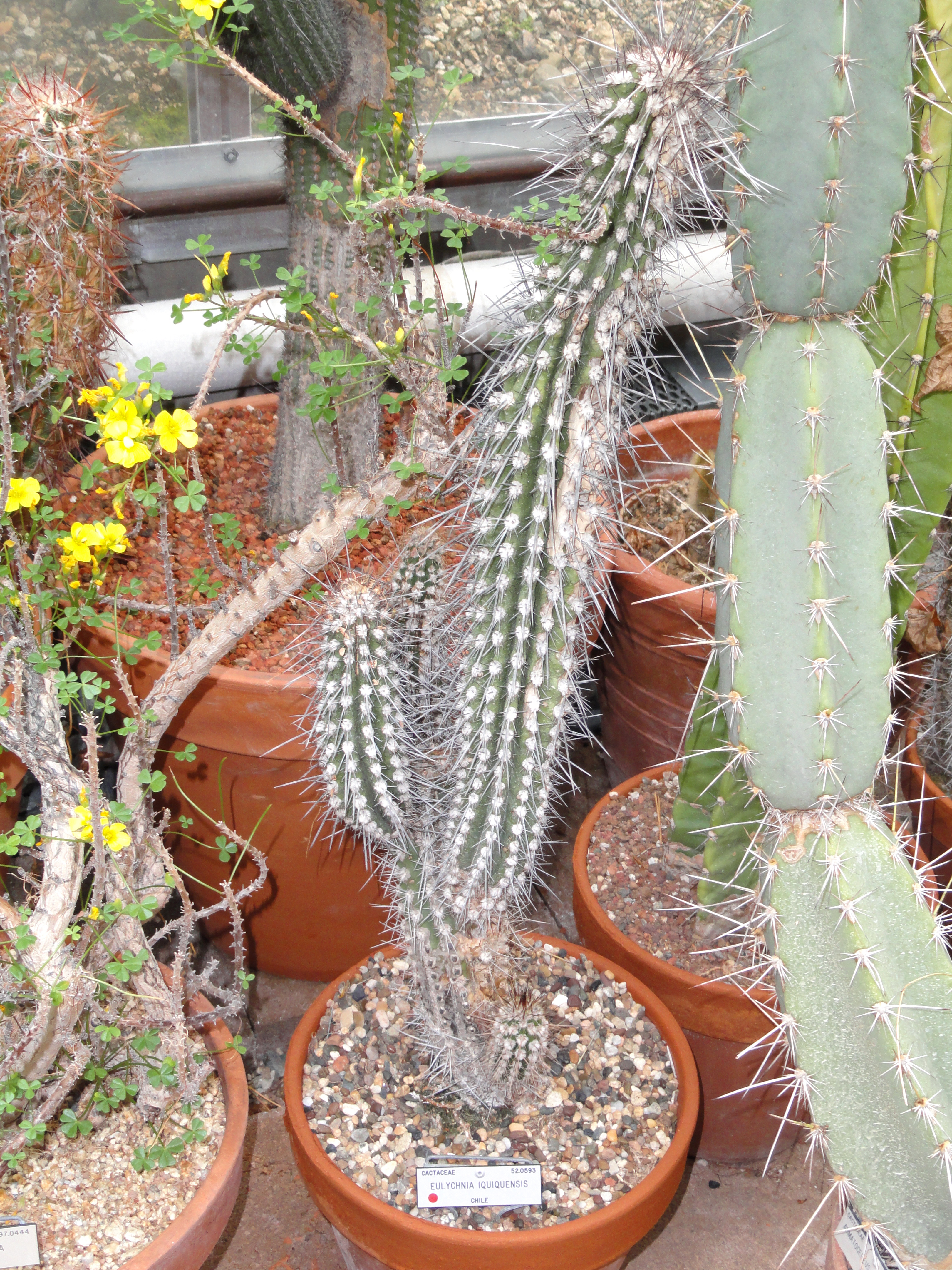